# Zpráva vyšetřovací komise o 11. září 2001

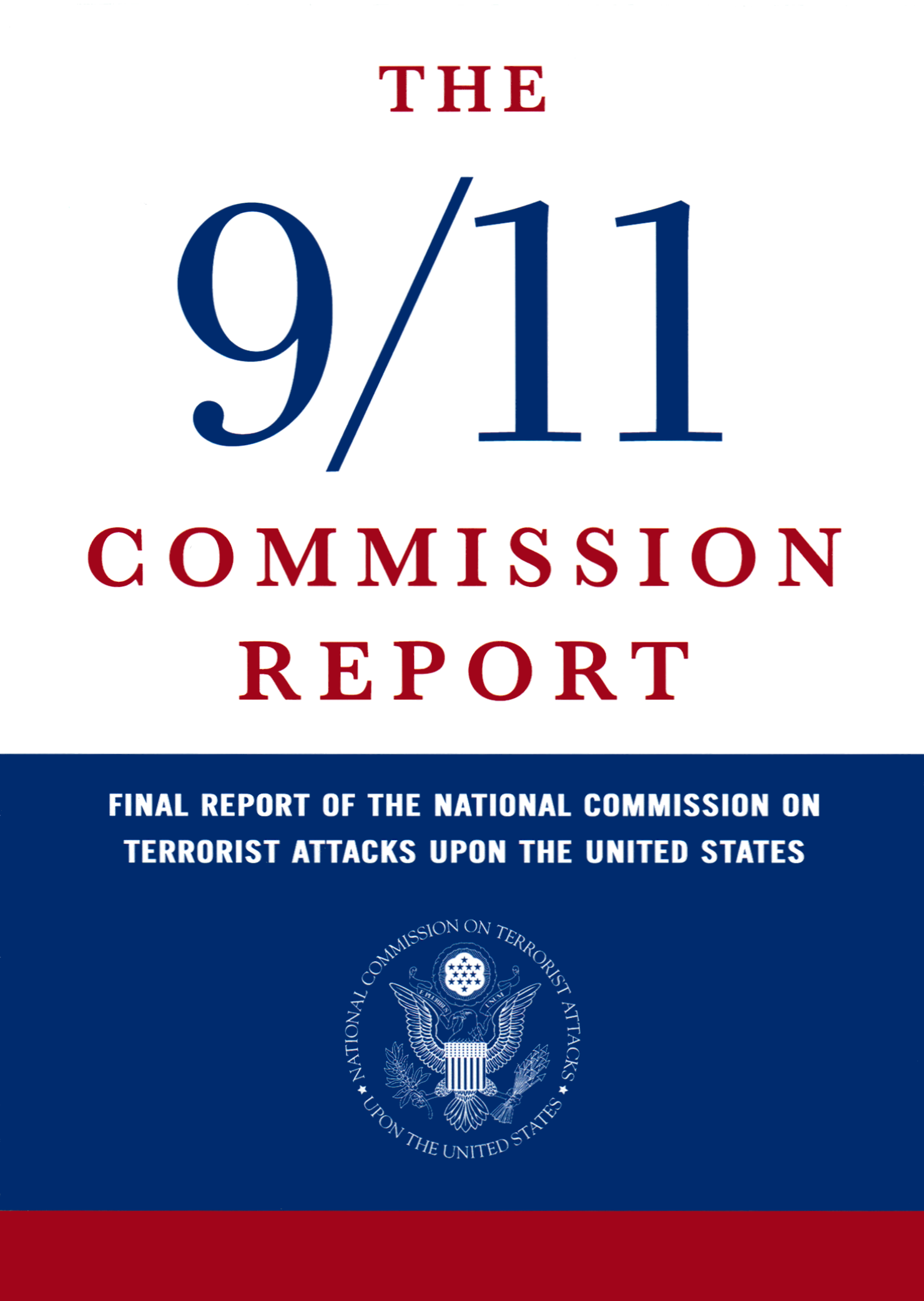
Obal publikace

Zpráva vyšetřovací komise o 11. září 2001 (angl. Final Report of the National Commission on Terrorist Attacks Upon the United States nebo zkráceně 9/11 Comission Report) je oficiální zpráva o událostech, které vedly k teroristickým útokům z 11. září 2001 vypracovaná Národní komisí pro teroristické útoky na Spojené státy (National Commission on Terrorist Attacks Upon the United States), neformálně 9/11 Comission nebo Kean/Zelikow Comission) na žádost Prezidenta a Kongresu Spojených státu. Zpráva má 571 stránek a je volně stažitelná z internetu.
Vyšetřovací komise se za tímto účelem poprvé sešla 26. listopadu 2002 (441 dnů po útocích); zprávu vydala 22. července 2004.

## Lidé ve vyšetřovací komisi

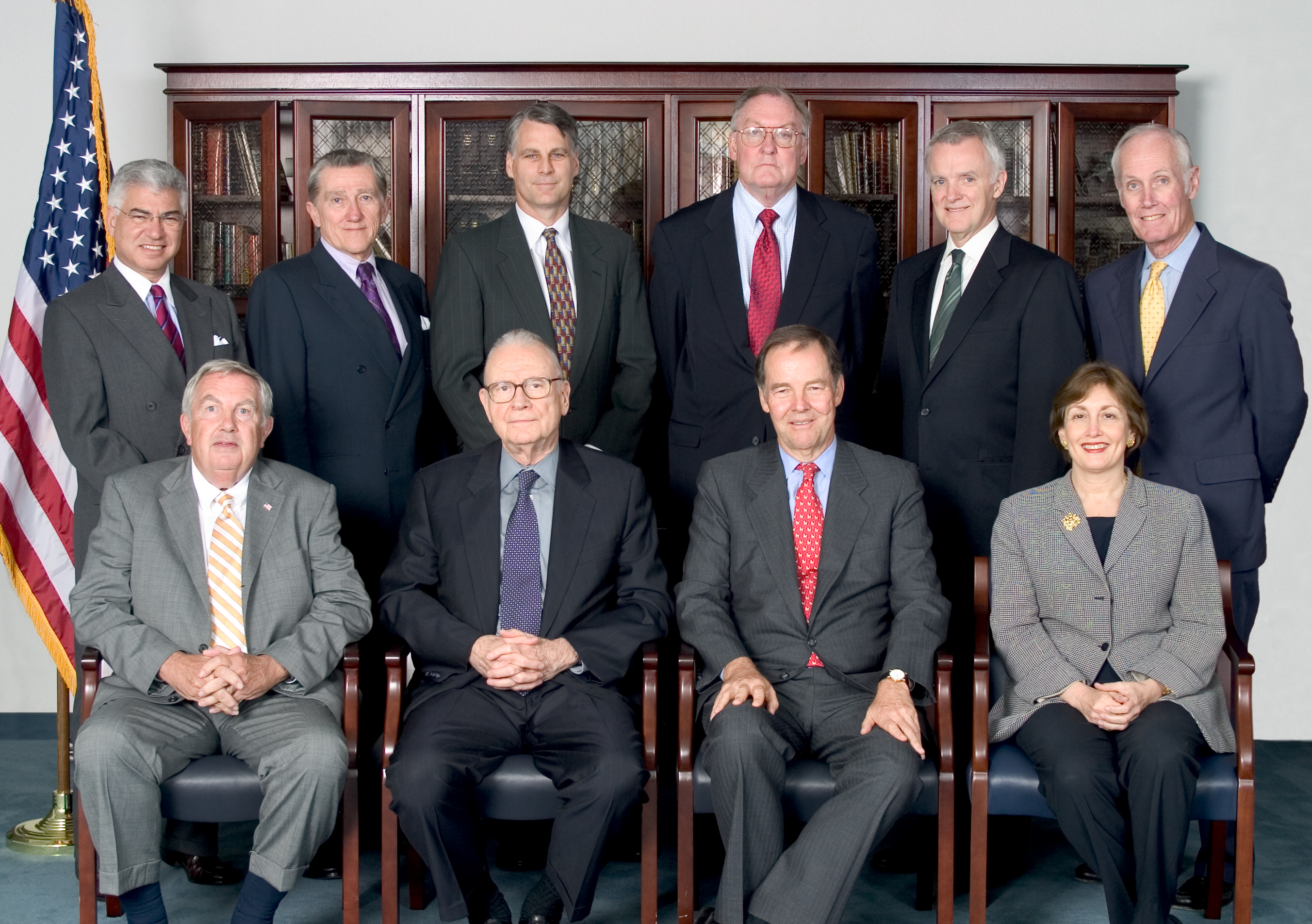
Vyšetřovací komise

Předsedou komise byl jmenován bývalý republikánský guvernér státu New Jersey Thomas H. Kean, místopředsedou se stal demokratický senátor Lee H. Hamilton. Ředitelem štábu byl jmenován Philip D. Zelikow

## Nálezy
Vyšetřovací komise vyslechla přes 1200 lidí z 10 zemí, prostudovala dva a půl milionu různých dokumentů, včetně některých tajných. Komise vycházela z vyšetřování FBI a PENTTBOM, a vedla několik veřejných slyšení, v nichž vypovídali různí svědkové včetně některých členů tehdejší administrativy a armády. Než byla zpráva komisí vydána, byly z ní odstraněny všechny tajné nebo jinak citlivé informace.
Zpráva mimo jiné konstatovala, že FBI a CIA ve svých úlohách a v aspektu rizika teroristických útoků nepříliš dobře posloužili prezidentovi Bushovi a jeho předchůdci Clintonovi.
Komise konstatovala, že většina z 19 teroristů byla původem ze Saúdské Arábie, ale nenašla důkazy, že by tato země proti Spojeným státům v nějakém ohledu konspirovala. Vůdce teroristů Mohamad Atta byl původem z Egypta další dva teroristé pocházeli z Spojených arabských emirátů a jeden z Libanonu. Všichni útočnici byli členy organizace Al-Káida vedené Usámou bin Ládinem. Komise nenašla žádné důkazy o spolupráci Iráku s Al-Káidou na přípravě útoků z 11. září, avšak upozornila na snahy Usámy bin Ládina navázat spolupráci s iráckou vládou.
Dále našla důkazy o zvýšené spolupráci Íránu s organizací Al-Káida. Šlo zejména o íránská razítka v pasech několika únosců získaná při cestě přes Írán. Avšak nenašla žádné důkazy o zapojení Íránu do přípravy útoků z 11. září. Írán navíc zahájil snahu o snížení vlivu Al-Káidy na svém území.
Z výsledků vyšetřování vyvodila Komise rozsáhlá doporučení, které mají příštímu takovému útoku zabránit. Tyto změny zahrnují některé organizační změny ve zpravodajské síti Spojených států; jako vytvoření společného ředitelství pro FBI a CIA. Další změny proběhly v ostraze hranic a imigrační politice.

## Kritika
Práce komise se stala po vydání zprávy i v průběhu její činnosti předmětem kritiky. Většina kritických hlasů se rekrutovala z řad zastánců alternativních teorií pro vysvětlení příčin a událostí z 11. září 2001. Mezi kritizované body patří:
- metodika komise (např. cíle, které si v úvodu zprávy položila),
- některé dílčí závěry zprávy,
- disproporce v podrobnosti zkoumaných otázek ohledně 11. září, které zahrnovaly
  - absence zmínění některých témat, které s 11. zářím souvisely (např. roztavené železo pod WTC1,2 a 7)
  - naprosto nedostatečné pokrytí některých důležitých aspektů události (např. financování útoků a útočníků)
- u modelace zhroucení budov tzv. „black box proof“ (fakt, že dané simulace nelze opětovně a nezávisle simulovat na základě poskytnutých dat)
- a další.

Část kritiky nebyla namířená výhradně proti komisi samotné, ale doléhala i na administrativu prezidenta George W. Bushe, kde vytýkala například nedostatečné financování, prodlevu v rozhodnutí komisi vůbec zřídit, nebo způsob, kterým mezi vládou a komisí proudily informace.
Jednu z ucelenějších kritik formuloval do podoby několika knih a přednášek David Ray Griffin – The 9/11 Commission Report: Omissions and Distortions (Zpráva vyšetřovací komise 11. září: Vynechávání a překrucování) a Debunking 9/11 Debunking: An Answer to Popular Mechanics and Other Defenders of the Official Conspiracy Theory (Demýtizace demýtizace z 11. září: Odpověď na [časopis] Popular Mechanics a jiné obhájce oficiální konspirační teorie) Ještě před ním Meyssan Thierry knihou Velký podvod a po něm a po Griffinovi následovali další.